# Женская сборная Норвегии по гандболу
Женская сборная Норвегии по гандболу — гандбольная сборная, представляющая Норвегию на чемпионатах мира и Европы по гандболу. Одна из сильнейших сборных мира — вторая в истории гандбольная сборная, которая стала одновременной обладательницей титула победителей чемпионата мира, Европы и Олимпийских игр (первой была Дания). Двукратные олимпийские чемпионки (2008 и 2012), четырёхкратные чемпионки мира (1999, 2011, 2015, 2021), 10-кратные чемпионки Европы.

## История

### Ранние годы (1946—1983)
Первый матч сборная Норвегии провела в 1946 году против Швеции, который завершился победой шведок 2:5. В 1950-е и 1960-е годы норвежский гандбол развивался медленно: женская сборная участвовала в чемпионате Скандинавии и выходила в финальные части чемпионатов мира, но занимала 7—8-е места.

### Эпоха Якобсена (1984—1993)
Свен-Торе Якобсен работал со сборной Норвегии в течение 10 лет с 1984 по 1993 годы, при нём сборная Норвегии стала бронзовым призёром чемпионата мира 1986 года, а также серебряным призёром Олимпийских игр 1988 и 1992 годов. Рост популярности женского гандбола в Норвегии стал стремительным.

### Эпоха Брейвик (1994—2009)

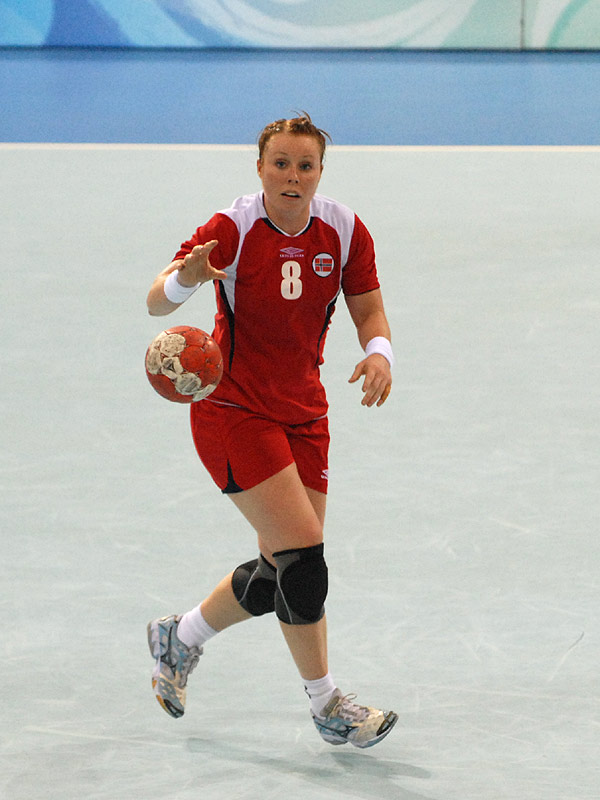
Экс-рекордсменка по количеству матчей за сборную Каролин Дюре Брейванг на Олимпийских играх 2008 года в Пекине

Марит Брейвик, некогда выступавшая за норвежскую сборную, возглавляла своих подопечных с 1994 по 2009 годы. При ней норвежки выиграли четыре чемпионата Европы, чемпионат мира 1999 и Олимпийские игры 2008 года. Секретом успеха стала жёсткая оборонительная тактика и быстрые контратаки. Особенно богатым на победы стал 2008 год, когда норвежки выиграли Олимпийские игры (победив в финале Россию) и чемпионат Европы (одолев в финале Испанию). На Олимпиаде в Пекине в символическую сборную вошли вратарь Катрин Лунде (по совместительству лучший вратарь Олмпиады) и линейная Эльза-Марта Любекк, а лучшим бомбардиром стала как раз Сорли-Любек с 31 голами и 72 % попаданий. На чемпионате Европы в Македонии команда выступала полурезервным составом, что не помешало норвежкам выиграть турнир. В символическую сборную попали четыре игрока: правая крайняя Линн-Кристин Рьегельхут (лучший бомбардир турнира с 51 голом), вратарь Катрин Лунде, левая защитница Тонье Ларсен и центральная защитница Кристин Лунде (лучший игрок турнира).

### Наши дни (2009 — н. в.)
Торир Хергейрссон, действующий тренер, продолжает традицию успешных выступлений норвежек: чемпионский титул на чемпионате мира 2011 года и Олимпийских играх 2012 года покорились с лёгкостью норвежкам, хотя на чемпионате Европы Черногория прервала успешную серию выступлений норвежек, обыграв тех в финале. В 2013 году норвежки не сумели защитить титул чемпионок мира, проиграв в четвертьфинале сербкам. В 2014 году норвежки выиграли 6-й в своей истории чемпионат Европы, а в 2015 году победили снова на чемпионате мира.
На Олимпийских играх 2016 года Норвегия вышла из группы, проиграв всего один матч сборной команде Бразилии в первом туре. Норвегия дошла до полуфинала, где в овертайме проиграла сборной России. В самом конце Камилла Херрем могла сравнять счёт, но не попала в ворота в последней атаке. В матче за бронзовые медали Норвегия выиграла у Нидерландов с разницей в 10 мячей (36:26).

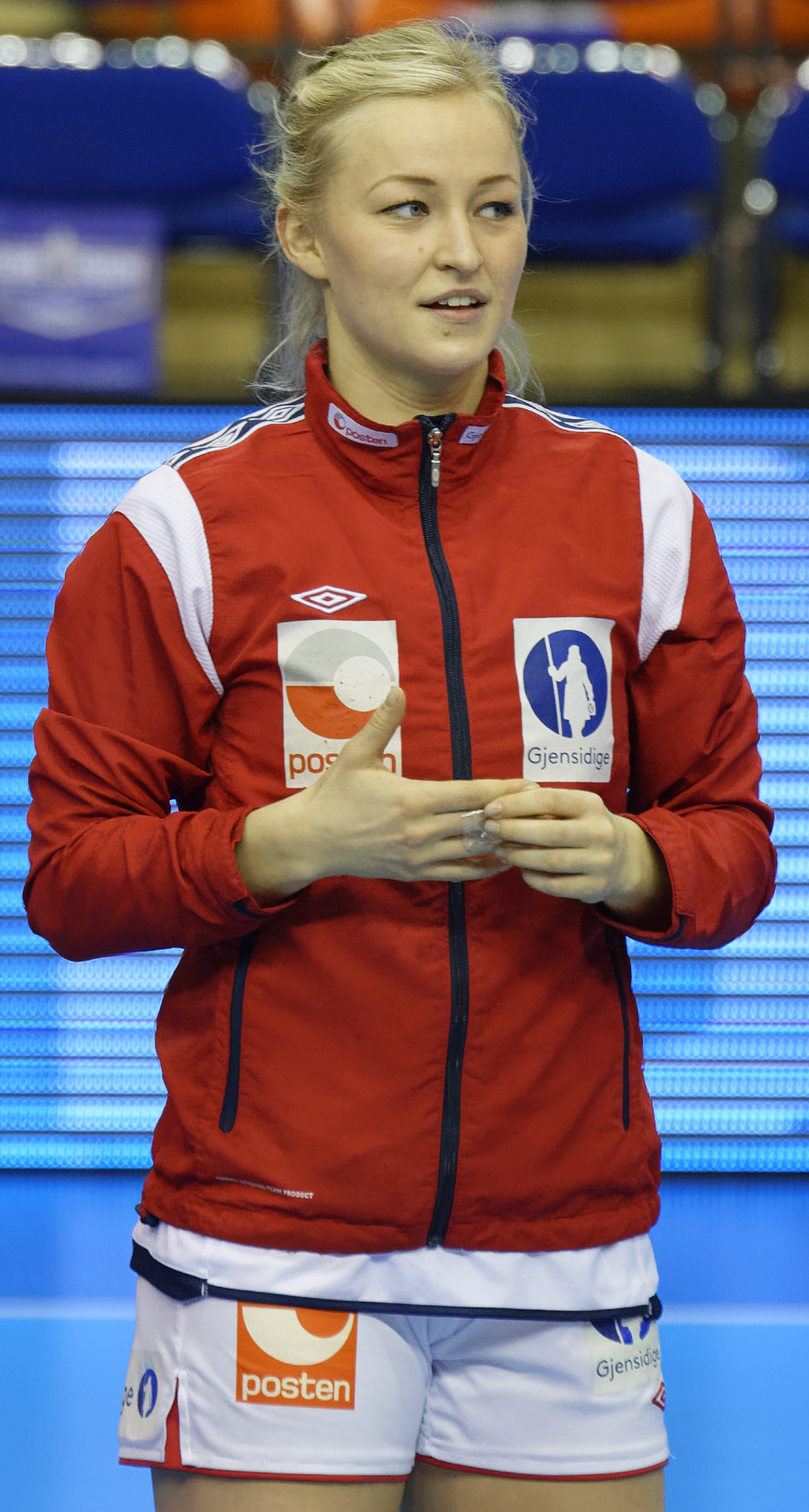
Одна из лучших гандболисток в истории Норвегии Стине Бредал Офтедал

В том же 2016 году сборная Норвегии седьмой раз в истории и шестой раз за последние семь турниров стала чемпионом Европы в Швеции, одержав 8 побед в 8 матчах. В символическую сборную были включены Камилла Херрем и лучший бомбардир турнира Нора Мёрк. На чемпионате мира 2017 года команда Норвегии в четвертьфинале в Магдебурге взяла убедительный реванш у России за поражение в полуфинале Олимпийских игр, нанеся соперницам самое крупное поражение в их истории (34-17). Однако в финале в Гамбурге, в котором норвежки были фаворитками, они уступили сборной Франции (21-23). Тем не менее капитан сборной Норвегии Стине Бредал Офтедал была признана самым ценным игроком турнира, а лучшим бомбардиром стала Нора Мёрк. Опытнейшая Катрин Лунде в очередной раз была включена в символическую сборную турнира. 

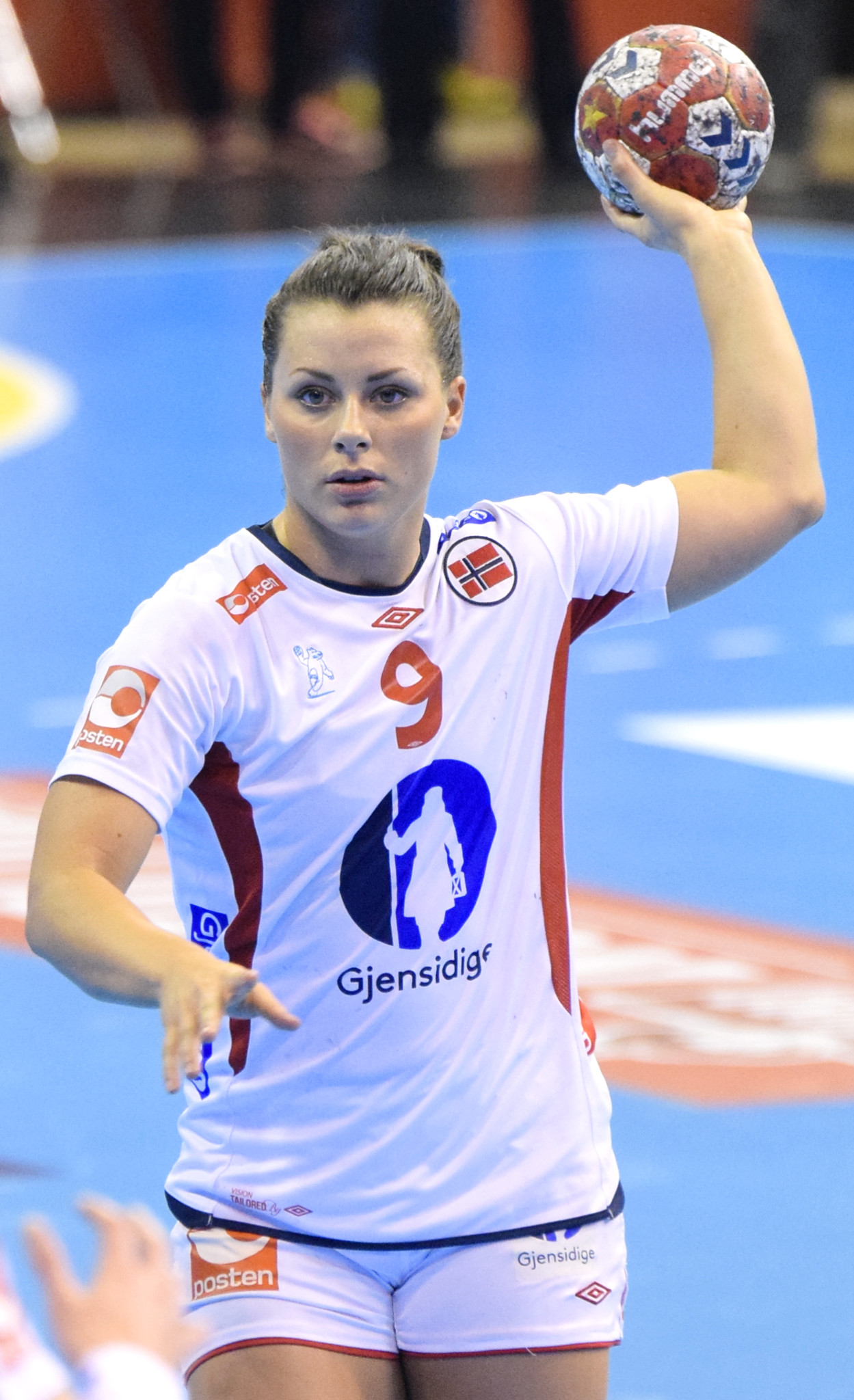
Нора Мёрк — лидер нападения сборной Норвегии в 2010-х и начале 2020-х

На чемпионате Европы 2018 года во Франции сборная Норвегии впервые с 2000 года не сумела дойти до финала и заняла только пятое место. В 2020 году норвежки вновь выиграли чемпионат Европы, победив в 8 матчах из 8, а Нора Мёрк стала его лучшим бомбардиром. Мёрк, Офтедал и Херрем были включены в символическую сборную турнира. 
На перенесенных на 2021 год Олимпийских играх в Токио сборная уверенно выиграла группу с пятью победами в пяти матчах, уверенно переиграла Венгрию в четвертьфинале, а в полуфинале вновь, как и 5 лет назад, встретилась со сборной России. Пропустив мощный рывок россиянок, получивших преимущество в 6 мячей, норвежская команда смогла практически ликвидировать отставание, сократив разницу до 1 мяча за минуту до конца игры (26-27). В последней затяжной позиционной атаке россиянок норвежки заработали удаление, обнулившее время атаки соперниц и отправились в матч за бронзу, где без борьбы переиграли шведок (36-19).
В декабре 2021 года норвежки победили на чемпионате мира в Испании. Команда не проиграла ни одного матча на турнире, сыграв вничью на групповом этапе со сборной Швеции (30-30). В полуфинале Норвегия обыграла Испанию (27-21), а в финале против Франции смогла отыграть отставание в 6 мячей (10-16) и, очень мощно проведя второй тайм (победа во второй половине 17-6), выиграла четвёртое золото чемпионата мира в своей истории. Самым ценным игроком турнира была признана 30-летняя линейная Кари Браттсет Дале (38 голов после 46 бросков на турнире). В символическую сборную также вошли Нора Мёрк и Хенню Рейстад.
В ноябре 2022 года норвежки 9-й раз выиграла золото на чемпионате Европы. В основном раунде Норвегия уступила Дании, но затем вновь встретилась с этой командой в финале в Любляне и взяла реванш со счётом 27-25, хотя датчанки лидировали большую часть матча. Нора Мёрк третий раз в карьере стала лучшим бомбардиром чемпионата Европы (50 голов), а Хенню Рейстад, забросившая больше всех мячей с игры, была признана самым ценным игроком турнира. Стине Бредал Офтедал третий раз подряд была признана лучшим разыгрывающим чемпионата Европы.